# Plagiostenopterina plagiata
Plagiostenopterina plagiata är en tvåvingeart som först beskrevs av Mario Bezzi 1916.  Plagiostenopterina plagiata ingår i släktet Plagiostenopterina och familjen bredmunsflugor. Inga underarter finns listade i Catalogue of Life.